# Mukai Genshō
Mukai Genshō, Giapponese 向 井 元 升 (Kanzaki, 7 marzo 1609 – Kyoto, 25 novembre 1677), è stato un filosofo giapponese appartenente alla scuola neoconfuciana.
Genshō diede un contributo importante allo sviluppo scientifico del Giappone del XVII secolo soprattutto nei campi dell'astronomia e della medicina. Genshō introdusse in Giappone le idee astronomiche occidentali durante il primo periodo Edo. 
Uno dei primi giapponesi a conoscenza della scienza e della medicina occidentali, Genshō collaborò con vari scienziati occidentali, tra i quali il gesuita apostata Cristóvão Ferreira e il chirurgo Hans Juriaen Hancke. Fu amico e collaboratore dello scienziato e filosofo Ekken Kaibara, che collaborò con lui nella trasmissione del sapere medico occidentale in Giappone.

## Fonti
- Hubert Cieslik: The Case of Christovao Ferreira. In: Monumenta Nipponica, No. 29 (1973), pp. 1–54
- Hiraoka Ryūji: The Manuscripts of Kenkon bensetsu. In: Bulletin of Nagasaki Museum of History and Culture, Vol. 1, (2006), pp. 51–63. (平岡 隆二「乾坤弁説」諸写本の研究『長崎歴史文化博物館研究紀要』) (Digitalisat[collegamento interrotto])
- Ryuji Hiraoka: The Transmission of Western Cosmology to Sixteenth century Japan. In: Luis Saraiva and Catherine Jami (eds.): The Jesuits, the Padroado and East Asian Science (1552-1773): History of Mathematical Sciences - Portugal and East Asia III. Singapore: World Scientific, 2008, pp. 81–98.
- Ryuji Hiraoka: Clavius and His Astronomical Data during the 'Christian Century' in Japan. In: Historia scientiarum. Second series : International Journal of the History of Science Society of Japan, Vol. 18(3), 2009, pp. 213–236. (Digitalisat)
- Hiraoka Ryūji: Nanban-kei uchūron no gententeki kenkyū (Quellenkritische Untersuchungen zur Kosmologie der Südbarbaren). Fukuoka: Hanashoin, 2013, pp. 131–133, 134-140, 148-155.
- Kokushi daijiten [Großes Lexikon der japanischen Geschichte]. Tokyo: Yoshikawa kōbunkan, 1979. (『国史大辞典』吉川弘文館)
- Komoguchi Isao: A Sketch of Mukai Gensho's Zhi Chi Pian: His Views of Shintoism, Buddhism and Early Christianity in Japan. In: Studies in Chinese Philosophy, Vol. 19 (1993), pp. 54–69. (菰口 治「向井元升の『知恥篇』素描  ー  神道・仏教・キリシタン観」『中国哲学論集』) (Digitalisat[collegamento interrotto])
- Wolfgang Michel: On Early Red-head-style External Medicine and the Confucian Physician Mukai Gensho. Journal of the Japan Society for Medical History, Vol. 56 (2010), No. 3, pp. 367–385. (ヴォルフガング・ミヒェル「初期紅毛流外科と儒医向井元升について」『日本医史学雑誌』) (Digitalisat[collegamento interrotto])
- Wolfgang Michel: Hans Jurian Hancke, Mukai Genshô und Zacharias Wagener - Aspekte einer 'lehrreichen' Begegnung im 17. Jahrhundert. In: Bulletin of the Graduate School of Social and Cultural Studies, Kyushu University No. 1 (1995), pp. 109–114. (Digitalisat)
- Wolfgang Michel: On the Confucianist Physician Mukai Genshō and the Introduction of Western Medicine and Herbs into Japan. In: Wakaki Tai'ichi (ed.): Nagasaki as a Stage of Cultural Exchange between the East and the West. Tokyo: Bensei Shuppan, 2013, pp. 161–186. ISBN 978-4-585-22058-9 (ミヒェル「儒医向井元升と西洋医学・本草学の受容について」。若木太一編『長崎・東西文化交渉史の舞台』)
- Wakaki Taiichi: On the Tombstones of the Mukai Family in Shinnyodō, Kyōto - Genealogy of the Literary Man Mukai Genshō. In: Bulletin of Faculty of Liberal Arts, Nagasaki University. Vol. 33(1993), No. 2, pp. 1–15 (若木 太一「京都向井家墓碑考 ー 文人向井元升の家系」『長崎大学教養部紀要 人文科学篇』) (Digitalisat Archiviato il 13 giugno 2016 in Internet Archive.)
- Watanabe Kurasuke: Kyorai no chichi Mukai Genshō. In: Mukai Kyorai. Nagasaki; Kyorai Kenshōkai, 1954, pp. 354–415, 705-708 (渡辺庫輔「去来の父向井元升」.毎日新聞社図書編集部編『向井去来』 長崎: 去来顕彰会)